# Sieben Adelshäuser von Brüssel

Wappen der Sieben Adelshäuser von Brüssel

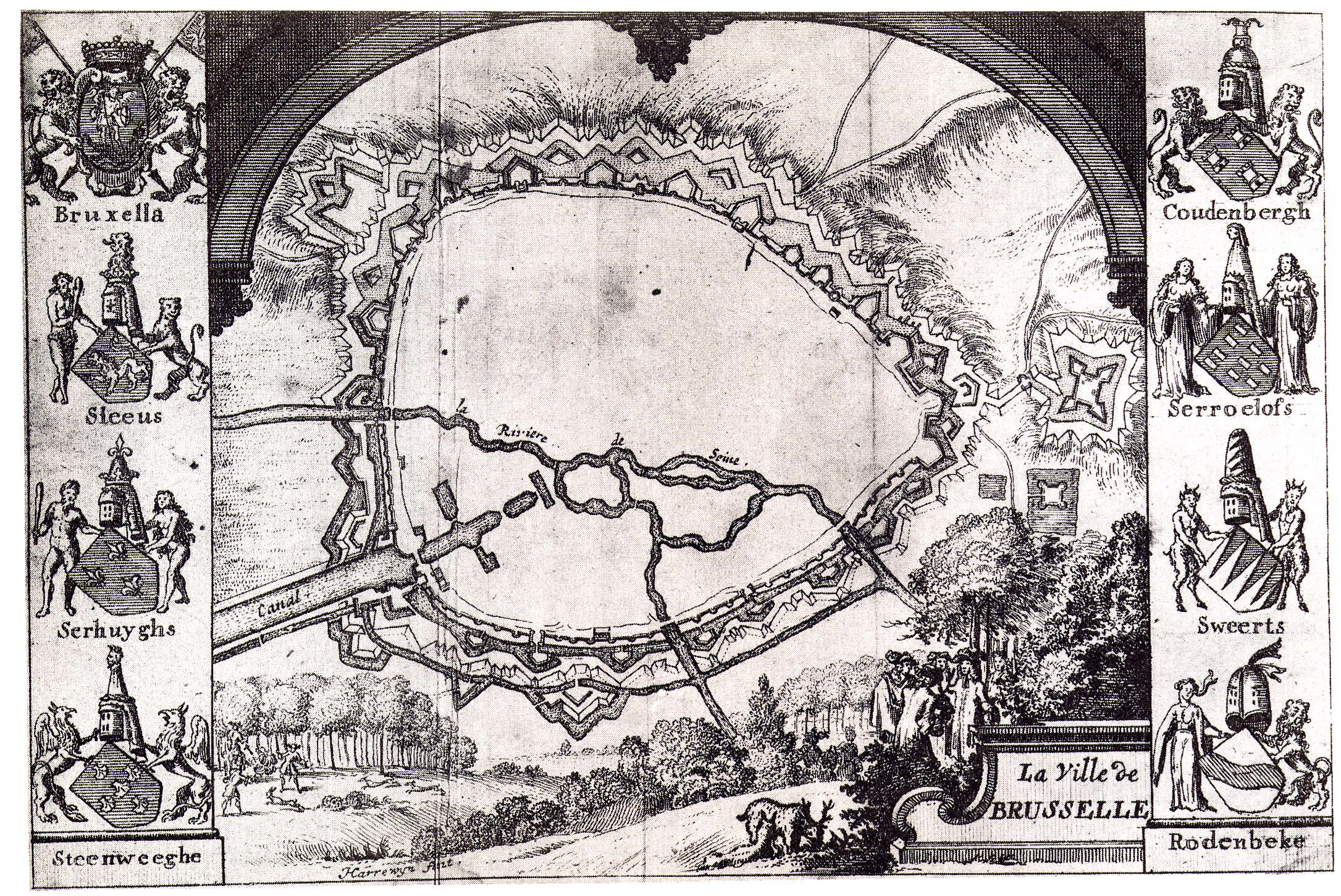
Wappen der Sieben Adelshäuser von Brüssel, 1697.

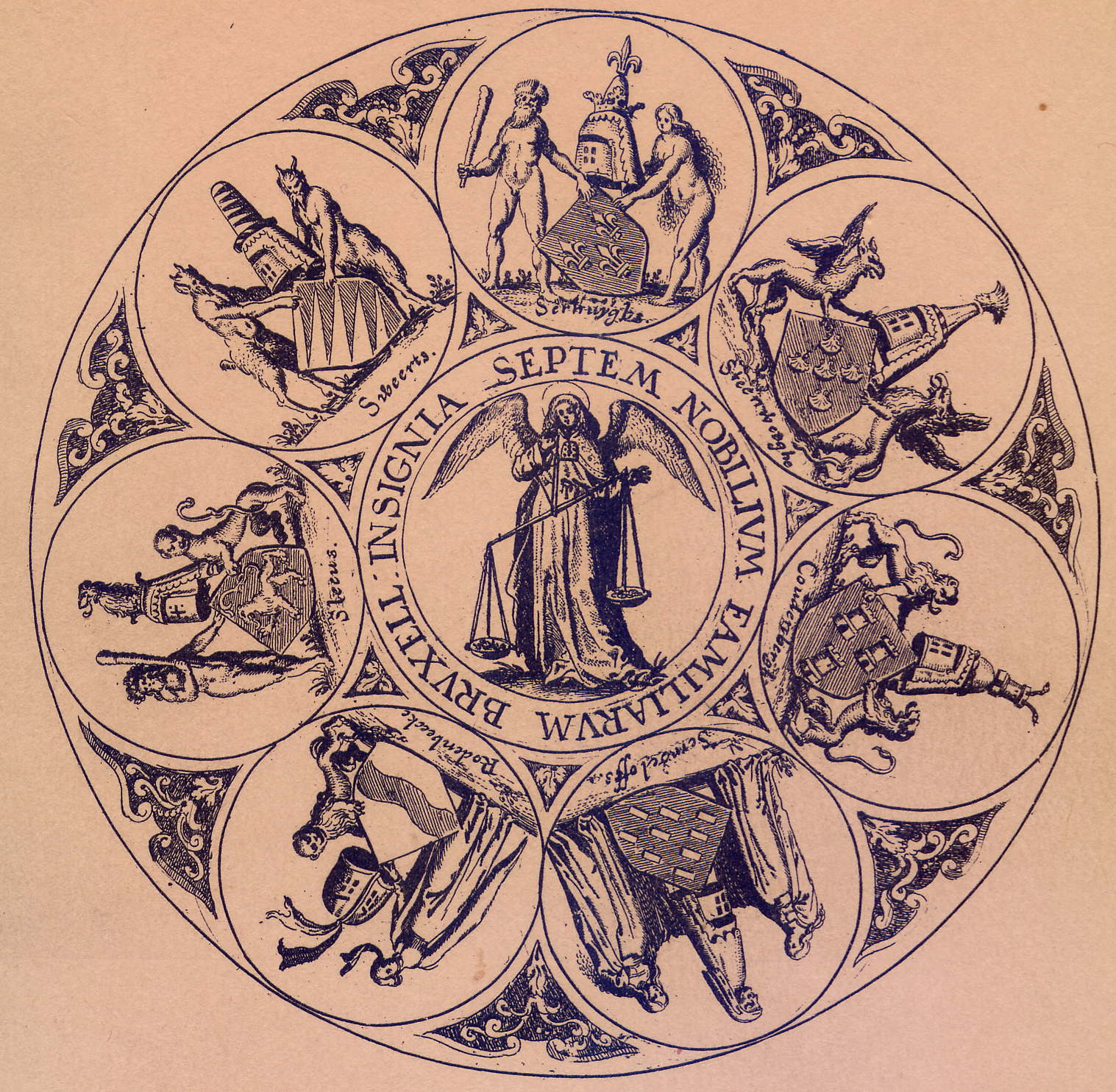
Rosette der Sieben Adelshäuser von Brüssel, aus dem Buch von Erycius Puteanus, Bruxella Septenaria, 1656

Die Sieben Adelshäuser von Brüssel ist die Bezeichnung für die sieben Familien von Brüssel, deren Nachkommen das Patriziat dieser Stadt bildeten. Damit besaßen sie Sonderrechte, die ihnen  bis zum Ende des Ancien Régime gewährt wurden.

## Geschichte
Die sieben Adelshäuser von Brüssel wurden erstmals in einem Dokument aus dem Jahr 1306 von Johannes II. Herzog von Brabant festgehalten, nachdem die  sieben Familien eine Beteiligung der Bürger, vertreten durch sie selbst als Patriziergesellschaft, an der Regierung der Stadt gefordert hatten. Die Familien, die in dem Dokument genannt werden, sind:
- Sleeus
- Sweerts
- Serhuyghs
- Steenweeghs
- Coudenbergh
- Serroelofs und
- Roodenbeke.

Alle Mitglieder des Stadtrates wurden ausschließlich aus dem Kreis dieser Familien rekrutiert und ausgewählt, sie mussten eine patrilineare oder matrilineare Abstammung von diesen sieben Familien nachweisen können.
Obwohl den Zünften der Handwerker nach heftigen, teils blutigen Auseinandersetzungen im Jahr 1421 einige Rechte der Regierungsbeteiligung zugestanden wurden, blieb die Herrschaft der sieben Häuser bis zum Ende des Ancien Régime bestehen. Die Abschaffung der Privilegien infolge der Französischen Revolution bedeutete dann das Ende des oligarchischen Systems der sieben Adelshäuser von Brüssel.
Heute widmen sich die Sieben Adelshäuser kulturellen Aufgaben.

## Ähnliche Gesellschaft
- Alten Limpurg
- Stämme von Galway
- Zwölf Geschlechter von Soria